# Richard A. Ballinger

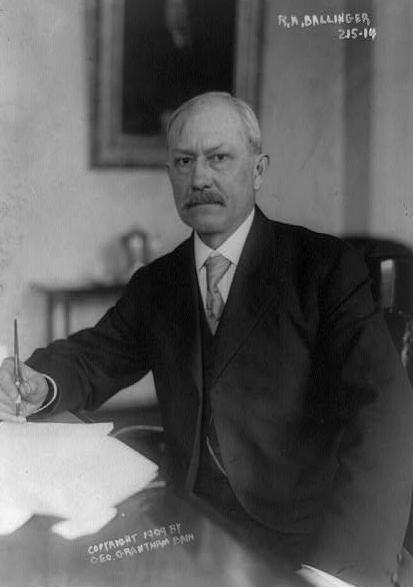
Richard A. Ballinger (~1909)

Richard Achilles Ballinger (* 9. Juli 1858 in Boonesboro, Boone County, Iowa; † 6. Juni 1922 in Seattle, Washington) war ein US-amerikanischer Politiker, der von 1909 bis 1911 als Innenminister der Vereinigten Staaten tätig war.

## Leben
Ballinger war der Sohn des Rechtsanwalts Richard Henry Ballinger (1833–1906) und dessen Frau Mary Elisabeth (geborene Norton, 1838–1912). Er studierte zunächst am Williams College in Massachusetts Rechtswissenschaft und erlangte dort seinen Bachelor of Arts. Im Jahr 1886 erhielt die Anwaltszulassung im Staat Illinois und heiratete im Oktober des Jahres Julia Albertson Bradley (1864–1961). In den späten 1880er Jahren lebten sie in Alabama, zohem jedoch kurz nach der Geburt ihres ersten Sohnes Ende 1889 nach Port Townsend. Hier wurde er 1894 zum Richter am Obersten Gerichtshof von Jefferson County gewählt, obwohl er erst seit vier Jahren im Amt war. Ende der 1890er Jahre zog die Familie Ballinger nach Seattle um. Hier arbeitete er mit James T. Ronald (1855–1950) und Alfred Battle (1858–1935) in der Anwaltskanzlei „Ballinger, Ronald & Battle“ oder „Ballinger, Ronald, Battle & Tennant“ zusammen. 1904 wurde Ballinger als Nachfolger von Thomas D. Humes zum Bürgermeister der Stadt Seattle gewählt. In den zwei Jahren seiner Amtszeit setzte er sich als Mitglied der Republikaner gegen Gewerkschaften und die Privatisierungen von städtischen Unternehmen ein. Im Jahr 1907 wurde er zum Kommissar beim General Land Office. Innenminister James Rudolph Garfield, der am Williams College ein Freund Ballingers war, schlug US-Präsident William Howard Taft im Jahr 1909 vor, Ballinger zu seinem Nachfolger im Innenministerium zu ernennen. Ballinger fungierte in dieser Funktion von 1909 bis 1911.
In jener Zeit kam es immer wieder zu Differenzen zwischen ihm und Gifford Pinchot, seines Zeichens Vorsitzender des United States Forest Service. So warf Pinchot Ballinger vor, er sei korrupt, und hätte die Interessen von Minenarbeitern in Alaska privaten eigenen Interessen geopfert. Der Fall wurde vor beiden Kammern des Kongresses verhandelt. Während Taft sowohl Pinchot als auch seinen Informanten Louis Glavis entließ, und Ballinger entlastet und von allen Vorwürfen freigesprochen wurde, hielt die öffentliche Meinung zu Pinchot. Am 6. März 1911 trat er von seinem Amt als Innenminister zurück. Sein Nachfolger wurde Walter L. Fisher. Die Kritik an der Landpolitik war durch den Rücktritt Ballingers nicht beigelegt. Es kam in der Folge im Zusammenhang mit dem Verkauf von Land in der Controller Bay in Alaska, an ein Kohlebergbau-Syndikat zu Anschuldigungen gegen den Präsidenten und dessen Bruder. Die so genannte Pinchot–Ballinger controversy war mit ein Grund, weshalb Präsident Taft 1912 die Präsidentschaftswahl gegen Woodrow Wilson verlor.
Ballinger kehrte nach Seattle zurück und eröffnete er eigene Anwaltskanzlei, die er bis zu seinem Tod, im Jahr 1922, leitete.
Mit seiner Frau Julia A. Bradley hatte er zwei Söhne, Edward B. (1889–1966) und Richard T. Ballinger (1898–1971). Die Familie besaß ein Anwesen auf einer Insel im Lake McAleer (der 1901 in Lake Ballinger umbenannt wurde).

## Publikationen (Auswahl)
- A treatise on the property rights of husband and wife, under the community or ganancial systems adapted to the statutes and decisions of Louisiana, Texas, California, Nevada, Washington, Idaho, Arizona and New Mexico. Bancroft-Whitney Co., Seattle 1895.
- Ballinger’s annotated codes and statutes of Washington: showing all statutes in force, including the session laws of 1897. Bancroft-Whitney, Seattle, Washington 1897.